# Omerta (album de Maes)
Pour les articles homonymes, voir Omerta.
Albums de Maes
Réelle vie 3.0
(2021) La vie continue
(2024)
Singles
1. Fetty Wap
Sortie : 9 novembre 2022
2. Galactic
Sortie : 5 janvier 2023

Omerta est le troisième album studio du rappeur Maes, sorti le 10 mars 2023.
C'est par l'intermédiaire de son nouveau label Omerta Records que Maes a sorti cet album.

## Historique
L'artiste a sorti le single Fetty Wap le 9 novembre 2022 en tant que premier extrait de l'album.
Le 5 janvier 2023, le rappeur sort un nouvel extrait de l'album appelé Galactic.
L'album est composé de 20 titres dont six featurings avec Gazo, Koba LaD, Niska, Morad, Gims et Kayna Samet.
Le 4 mai 2023, soit un mois après sa sortie, l'album est certifié disque d'or par le SNEP.

## Liste des pistes
| Édition standard | Édition standard                  | Édition standard                                 | Édition standard | Édition standard | Édition standard | Édition standard | Édition standard | Édition standard | Édition standard |
| No               | Titre                             | Compositeur(s)                                   | Durée            |                  |                  |                  |                  |                  |                  |
| ---------------- | --------------------------------- | ------------------------------------------------ | ---------------- | ---------------- | ---------------- | ---------------- | ---------------- | ---------------- | ---------------- |
| 1.               | Intro                             | Rizer                                            | 1:55             |                  |                  |                  |                  |                  |                  |
| 2.               | Frank Lucas                       | Lisa tz, Dave                                    | 3:52             |                  |                  |                  |                  |                  |                  |
| 3.               | Opaque                            | Flem, Shiruken Music                             | 3:34             |                  |                  |                  |                  |                  |                  |
| 4.               | Galactic                          | Boumidjal, HoloMobb, Harrison Dock               | 2:14             |                  |                  |                  |                  |                  |                  |
| 5.               | Fetty Wap                         | HRNN, Nino Vella                                 | 2:44             |                  |                  |                  |                  |                  |                  |
| 6.               | Omerta                            | MOC, Prodweiler, Harrison Dock                   | 1:32             |                  |                  |                  |                  |                  |                  |
| 7.               | Quand t'es là                     | Shiruken Music, Claro Beats                      | 2:50             |                  |                  |                  |                  |                  |                  |
| 8.               | La pègre (feat. Gazo)             | KOROKANTU, Nardey, Scar                          | 2:29             |                  |                  |                  |                  |                  |                  |
| 9.               | Velar (feat. Koba LaD)            | Boumidjal, HoloMobb                              | 2:41             |                  |                  |                  |                  |                  |                  |
| 10.              | Le moine                          | BBP, Hoodstar, DST The Danger                    | 3:27             |                  |                  |                  |                  |                  |                  |
| 11.              | B22 (feat. Niska)                 | Young KO                                         | 3:16             |                  |                  |                  |                  |                  |                  |
| 12.              | Rif                               | Lisa tz, Baille Broliker                         | 2:03             |                  |                  |                  |                  |                  |                  |
| 13.              | Criminel (feat. Morad)            | SHK                                              | 2:43             |                  |                  |                  |                  |                  |                  |
| 14.              | Araï                              | Young KO                                         | 3:03             |                  |                  |                  |                  |                  |                  |
| 15.              | Malembé (feat. Gims)              | Young Bouba, Tendry                              | 3:14             |                  |                  |                  |                  |                  |                  |
| 16.              | Haut et bas                       | SHK                                              | 2:55             |                  |                  |                  |                  |                  |                  |
| 17.              | Boîte à gants (feat. Kayna Samet) | Lisa tz, Baille Broliker, NaFaz Beats, Shadow Pi | 2:47             |                  |                  |                  |                  |                  |                  |
| 18.              | La moto                           | Ken & Ryu, Chapo                                 | 2:54             |                  |                  |                  |                  |                  |                  |
| 19.              | La Honda                          | Shiruken Music, Unfazzed                         | 2:43             |                  |                  |                  |                  |                  |                  |
| 20.              | Manon                             | MOC, Prodweiler, Many                            | 2:26             |                  |                  |                  |                  |                  |                  |
| 55:22            |                                   |                                                  |                  |                  |                  |                  |                  |                  |                  |

## Clips vidéos
- Fetty Wap : 9 novembre 2022
- Galactic : 5 janvier 2023
- Malembé (feat. Gims) : 9 mars 2023

## Titres certifiés en France
- Galactic  Diamant[5]
- Fetty Wap  Diamant[6]
- La pègre (feat. Gazo)  Or [7]
- Velar (feat. Koba LaD)  Or [8]

## Certifications et classements

### Classements hebdomadaires
| Classements (2022)           | Meilleure position |
| ---------------------------- | ------------------ |
| France (SNEP)                | 3                  |
| Belgique (Flandre Ultratop)  | 107                |
| Belgique (Wallonie Ultratop) | 5                  |
| Suisse (Schweizer Hitparade) | 2                  |

### Ventes et certifications
| Région        | Certification | Ventes/Streams |
| ------------- | ------------- | -------------- |
| France (SNEP) | Platine       | 100 000        |